# Ischnocolus andalusiacus
Ischnocolus andalusiacus é uma espécie de aranha pertencente à família Theraphosidae (tarântulas).